# Gordiichthys irretitus
Gordiichthys irretitus är en fiskart som beskrevs av Jordan och Davis, 1891. Gordiichthys irretitus ingår i släktet Gordiichthys och familjen Ophichthidae. Inga underarter finns listade i Catalogue of Life.